# Bobby Heenan
Raymond Louis Heenan (Chicago, 1 november 1944 – Largo (Florida), 17 september 2017), beter bekend als Bobby "The Brain" Heenan, was een Amerikaans professioneel worstelmanager en color-commentator. Hij werkte voor World Wrestling Federation (WWF) en World Championship Wrestling (WCW).

## Als manager
| - Nick Bockwinkel - Ray "The Crippler" Stevens - Angelo Poffo - Bobby Duncum Sr. - Blackjack Lanza - Blackjack Mulligan - Adrian Adonis - Big John Studd - Ken Patera - King Kong Bundy - "Ravishing" Rick Rude | - André the Giant - "Mr. Wonderful" Paul Orndorff - Don Muraco - Harley Race - The Islanders (Haku en Tama) - Hercules Hernandez - The Barbarian - "Mr. Perfect" Curt Hennig - High Chief Sivi Afi - "Red Rooster" Terry Taylor - Brain Busters (Arn Anderson en Tully Blanchard) | - The Brooklyn Brawler - Ric Flair - The Missing Link - Nikolai Volkoff - Colt Cabana - Baron von Raschke - Ernie Ladd - Dick Warren - Killer Karl Kox |

## Prestaties
- Cauliflower Alley Club
  - Iron Mike Mazurki Award (2002)
- Pro Wrestling Illustrated
  - PWI Manager of the Year (1972, 1976, 1989 en 1991)
  - PWI Stanley Weston Award (2012)
- Professional Wrestling Hall of Fame and Museum
  - (Class of 2006)
- World Wrestling Entertainment
  - WWE Hall of Fame (Class of 2004)
- Wrestling Observer Newsletter awards
  - Wrestling Observer Newsletter Hall of Fame (Class of 1996)

## Persoonlijk
In 2002 kreeg Heenan keelkanker. Door de intensieve behandelingen en dergelijke kon hij niet meer praten en raakte hij een deel van zijn kaakbot kwijt, waardoor hij een ingevallen gezicht had en veel ouder leek dan hij was. Hij kon sinds 2009 weer volledig praten, maar had niet meer de schreeuwerige stem, die hij als worstelmanager en -commentator had. Hij overleed op 17 september 2017 aan de gevolgen van keelkanker.